# Coruscant
Coruscant je izmišljen planet v vesolju znanstvenofantastične franšize Vojna zvezd. Predstavlja glavni planet Galaktične republike, medplanetarne države v galaksiji, kjer se dogaja pripoved, in je pomemben kraj dogajanja – kot administrativni sedež države, pa tudi kot sedež viteškega reda Jedijev, ki ima ključno vlogo v zgodbah. Tu se med drugim nahajata poslopje senata Galaktične republike in glavni jedijski tempelj.
V zgodbah o Vojni zvezd je predstavljen kot popolnoma pozidan – celotno površje zaseda orjaško mesto, t. i. ekumenopolis s približno dvema bilijardama prebivalcev. Planet ima strateški položaj blizu jedra galaksije, od koder Galaktična republika nadzoruje vse glavne trgovske poti skozi hiperprostor. V glavni filmski seriji Vojne zvezd Galaktična republika, ki je obstajala že 25.000 let pred opisanimi dogodki, propade, nadomesti jo Galaktični imperij, tega pa Nova republika. Coruscant služi kot sedež vseh teh držav.